# Banjica
Banjica, auch Banica (mazedonisch Бањица, Баница) ist ein Dorf im zentralen Teil Nordmazedoniens, das zur Gemeinde Čaška gehört. Die nächstgelegene Stadt ist Veles.

## Geschichte

Banjica in der Gemeinde Čaška

Banjica befindet sich im Tal des Flusses Topolka. Westlich des Dorfes erhebt sich der Berg Jakupica. Die im 19. Jahrhundert erbaute orthodoxe Kirche im Dorf ist Christi Himmelfahrt gewidmet.
In der französischsprachigen Statistik Ethnographie des Vilayets d'Andrinople, de Monastir et de Salonique zählte im Jahr 1873 Banjica 27 Haushalte mit 122 Bulgaren auf.
Seine Bewohner bekannten sich zu Beginn des 19. Jahrhunderts in einem Plebiszit zum bulgarischen Exarchat und waren Teil des bulgarischen Millets. Laut der Statistik des Ethnographen Wassil Kantschow aus dem Jahr 1900 zählte Banjica 260 Einwohner, welche sich allesamt als Bulgaren deklarierten.
Nach den Statistiken des Sekretärs des bulgarischen Exarchats Dimitar Mischew (La Macedoine et sa Population Chrétienne) im Jahr 1905 lebten in Banjica 176 bulgarische Exarchisten.
Im Zuge des Balkankrieges meldete sich 3 Dorfbewohner freiwillig bei der Makedonisch-Adrianopeler Landwehr, einem Freiwilligenverband der bulgarischen Armee.
1927 führte der deutsche Forscher Leonhard Schultze Banjica auf seiner Karte Mazedoniens auf und ordnete es als bulgarisch-christliches Dorf ein.
Laut der letzten Volkszählung von 2002 hatte Banjica 55 Einwohner, allesamt Mazedonier.

## Persönlichkeiten
- Petar Kostow (1877–?), bulgarischer Revolutionär der WMORO (Innere Makedonisch-Adrianopeler Revolutionäre Organisation)
- Andrej Ordew (1872–1913), Freiwilliger bei der Makedonisch-Adrianopeler Landwehr, starb am 6. Juni 1913 im 2. Balkankrieg
- Dimitar Wasilew, Freiwilliger bei der Makedonisch-Adrianopeler Landwehr
- N. Todorow (1889–?), Freiwilliger bei der Makedonisch-Adrianopeler Landwehr